# Cusuma limbata
Cusuma limbata là một loài bướm đêm trong họ Geometridae.